# Орієнтал (Лісабон)
«Орієнтал» (порт. Clube Oriental de Lisboa) — португальський футбольний клуб з міста Лісабон, заснований 1946 року. Виступає у Сегунда-Лізі Португалії. Домашні матчі проводить на стадіоні «Енженьєру Карлош Салема», який вміщує 8 500 глядачів.

## Історія
Футбольний клуб «Орієнтал» було створено 8 серпня 1946 року шляком об'єднання трьох команд: «Ош Фосфорош», «Марвіленсе» та «Шелаш». «Орієнтал» є одним з клубів-засновників створеної в 2013 році ліги - Національного чемпіонату Португалії. В сезоні 2013-14 команда вперше з 1989 року здобула право виступати в Сегунда-Лізі.